# イアン・ジャクソン (バスケットボール)
イアン・ジェイレン・パトリック・ジャクソン（Ian Jalen Patrick Jackson, 2005年2月14日 - ）は、アメリカ合衆国ニューヨーク州ニューヨーク市ハーレム出身のバスケットボール選手。ポジションはシューティングガード。

## 経歴

### ハイスクール
カーディナル・ヘイズ高等学校を経てアワー・セイバー・ルーテランスクールへ転校。4年目のシーズンはプロリーグのオーバータイム・エリートにノンプロ選手として参加し、オールOTEファーストチームに選出された。また、マクドナルド・オール・アメリカンにも選出された。

### リクルート
ESPNなどの主要サイトから5つ星評価を受けた。2024年3月20日にノースカロライナ大学へのコミットを発表した。他にはケンタッキー大学、アーカンソー大学、LSU、オレゴン大学からオファーを受けていた。

## 代表歴
2021年のFIBA U16アメリカ選手権、2022年のFIBA U17ワールドカップでアメリカ合衆国代表に選出され、いずれも優勝した。